# 共同保險
共同保險（英語：co-insurance）是一個保險相關的術語，它經常是指在一大群人之中風險的分散。

## 美國的共同保險
在美國的保險市場，共同保險是指保險公司與被保險者之間風險的共同承擔。在產權保險方面，它也指兩個或兩個以上的產權保險公司之間的風險分擔。

### 在健康保險方面
在健康保險方面，共同保險又被稱為共同負擔。它指出保險公司與被保險者如何分擔超出保險證書的自付額到證書的負擔上限的花費。它是以百分比或一對百分比表示，通常伴隨著一開始敘述的保險公司的一部份。被保險者需負擔的最大百分比通常不超過50%。一旦被保險者的暫墊費用等於負擔上限，保險公司將會100%承擔任何額外費用。

### 在財產保險方面
共同保險是指承保人對於有形資產或營業收入低於報導/宣告/投保的價值時強加於被保險者的損失。損失是基於保險所述的百分比和低於報導的總數。例如：
一個建築物實際價值是$1,000,000，有80%的共同保險條款，但只投保$750,000。因為它的被保險價值低於實際價值的80%，當它遭受損失時，保險支出將會受到少報損失的管制。例如：它遭受$200,000的損失。被保險者將會取得賠償$750,000/(0.8*1,000,000)*200,000=$187,500(扣除任何自付額)。
在這個例子裡，少報損失將是$12,500。
最常發佈的共同保險百分比是80%，但也可以高達100%。後者[100%]對於低於報導會造成最大的損失。因為這個原因，財產價值精確地報導與每年更新去反應通貨膨脹與其他費用的增加是極其重要的。

### 在產權保險方面
在1987年到2006年晚期所產生的美國地產產權協會的物主產權保險類型，包含了共同保險條款。對於部分的損失，他們要求在兩種情況下被保險者需負擔損失的風險百分比。第一是如果被保險者在保險單發佈時，沒有對其產權投保至少市價的80%。在這狀況下，保險公司將只支付損失的80%。第二是當保險單發行後財產的增進，其價值增加至少保險單總數的20%。在這狀況下，保險公司將會支付要求的百分比，其等於購買保險數量除以保險數量加增加的費用之總和的120%。
共同保險也在美國國內的產權保險公司之間被使用著，其使用方式與下面所描述的國際間的保險市場類似。

### 在其他的保險方面
在一些事例中，包含雇主責任保險，共同保險百分比表示一個函數類似於健康保險裡的共同負擔函數，其被保險者承擔某種程度的損失百分比。
在營業收入中斷保險方面，一種時間要素的保險類型，其共同保險百分比表示保險項目範圍將會持續多久，範圍可以從50%到125%。50%的共同保險提供六個月的保險項目範圍，對照125%的十五個月。

## 國際間的共同保險
在國際間的保險市場裡，共同保險是指在許多保險公司之間風險的共同承擔。
共同保險在歐洲保險市場也被廣泛使用。在這背景下，常見的保險契約被使用著，其風險由保險公司間的百分比分擔。經常會由一家保險公司領導。當領導保險公司時，將須負責掌管保險證書的各式各樣層面，像是保險費、任何權利和保險文件。在這情況下，費用是要被索取的(又稱為領導職務委託)。